# Tegenaria hamid
Tegenaria hamid là một loài nhện trong họ Agelenidae.
Loài này thuộc chi Tegenaria. Tegenaria hamid được Paolo Marcello Brignoli miêu tả năm 1978.